# Bontebok (Frise)
Pour les articles homonymes, voir Bontebok.
Bontebok est un village situé dans la commune néerlandaise de Heerenveen, dans la province de la Frise. Son nom en frison est Bontebok. Le 1er janvier 2006, le village comptait 445 habitants.